# Ostatni seans filmowy (powieść)
Ostatni seans filmowy (ang. The Last Picture Show) – powieść autorstwa Larry’ego McMurtry’ego z 1966. Pierwsze polskie wydanie ukazało się w 1995 (wydawnictwo Da Capo), w tłumaczeniu Andrzeja Grabowskiego, z okładką zaprojektowaną przez Ryszarda Grzyba.
Powieść stanowi studium dorastania w małomiasteczkowym klimacie amerykańskiej prowincji (Teksas). Miłosne, często nieudane, przygody bohaterów przedstawione są na tle wyludniającego się niewielkiego miasta Thalia, gdzie m.in. pustoszeje miejscowe kino, a tytułowy ostatni seans filmowy to metafora nieuniknionych zmian ekonomicznych i obyczajowych. Autor zadedykował powieść swojemu umiłowanemu rodzinnemu miastu (urodził się w teksańskim Wichita Falls).
Dzieło zostało sfilmowane w 1971 przez Petera Bogdanovicha, pod tym samym tytułem.